# 이즈하코네 철도 다이유잔선
이즈하코네 철도 다이유잔 선(일본어: 伊豆箱根鐵道 大雄山線)은 이즈하코네 철도가 운행하는 일본의 사유 철도 노선이다.

## 개요
가나가와현 오다와라시에 있는 오다와라역에서 가나가와 현 미나미아시가라시에 있는 다이유잔 역에 이르는 영업 거리 9.6km의 단선 전철이며 역은 오다와라(小田原)역, 다이유잔(大雄山)역을 포함해서 총 12개역이다. 궤간은 일본의 재래 철도에서 흔히 보이는 1067mm이다. 폐색 방식은 단선 자동 폐색식이며 자동 열차 정지 장치를 갖추어 있다. 교행 가능 역은 고햐쿠라칸(五百羅漢) 역, 사가미누마타(相模沼田) 역 및 와다가하라(和田河原) 역 의 3개역이며 선로 전환기는 자동 진로 제어 장치로 제어된다. 영업시간 중에는 대부분인 열차가 12분 시격으로 운행되어 있다. 역에는 자동 승차권 판매기가 완비되고 있으며 무 배치 간이역에는 승차역 증명서 자동 발행기 도 있다. 일부 역사에는 아파트가 병설되어 있다.
차량기지는 다이유잔 역에 있다.

## 차량
여객 열차 용으로서는 5000계 전동차 3량 7편성이 있다. 차체는 제1편성을 제외해서 스테인레스강으로 제작되었다. 최소 반경 100m의 곡선 이 있기 때문에 1량당 길이는 18m이다. 2M1T이지만 발전 제동력을 효율적으로 이용하기 위해 정차 직전까지 부수차의 제동력도 구동차가 부담할 기능을 가지고 있다. 주 제어기의 캠축 제어 전원 인 저압 교류 전기를 공급하는 전동발전기 또는 SIV 고장에 대비해서 별도로 소형 인버터를 탑재하고 있다. 견인 전동기는 출력 120kW이며 1량당 4개 있으며 서울 수도권전철 초기 저항차와 거의 같은 형식이다. 기어비는 1:5.6이다. 각 차량 측면에 3개씩 있는 출입문에는 냉난방 효과를 높일 수 있도록 각 차량 1개 (선두차는 승무원실 쪽이고 중간차는 중앙 임) 만을 열릴 기능이 있다. 대규모인 검사 수선 시에는 시즈오카현 미시마시에 있는 본사 차량 공장까지 수송해야 하며 오다와라 역과 JR 도카이도 본선 미시마역 사이를 일본화물철도의 화물 열차로서 회송된다.
사업용 차량으로서는 구형 전동차를 개조한 견인차 인 코데 165호 가 있다.

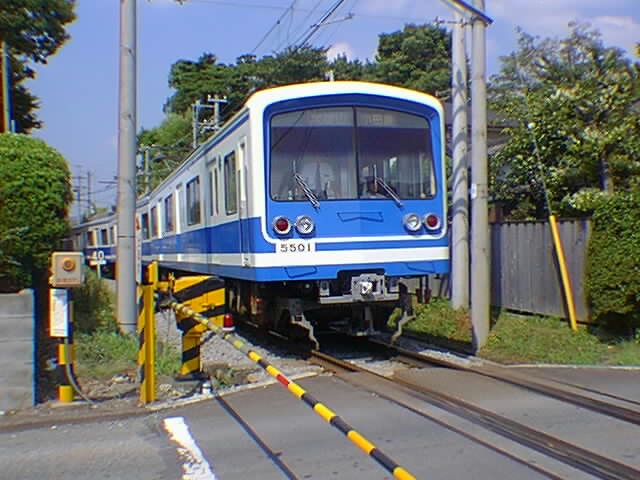
이즈하코네 철도 5000계 전동차 (제1 편성)

## 역사
- 1925년: 다이유잔 철도 개통
- 1941년: 슨즈(駿豆) 철도 가 흡수 합병
- 1957년: 이즈하코네 철도 로 회사 이름 개칭
- 1976년: 전차선 전압 600V를 1500V 로 승압 공사 준공
- 1984년: 신형 전동차 5000계 운행 개시
- 1996년: 여객 열차 신형으로 대체 완료
- 2007년: PASMO 도입

## 역 목록
전 역이 가나가와현에 소재.
| 역 번호 | 역 이름        | 일본어 이름    | 역간 거리 (km) | 영업 거리 (km) | 접속 노선 | 소재지     |
| ------- | -------------- | -------------- | -------------- | -------------- | --- | ---------- |
| ID 01   | 오다와라       | 小田原         | n/a            | 0.0            | 도카이 여객철도: 도카이도 신칸센 동일본 여객철도: 도카이도 본선 오다큐 전철: 오다와라 선 하코네 등산 철도: 철도선 | 오다와라시 |
| ID 02   | 미도리초       | 緑町           | 0.4            | 0.4            | | 오다와라시 |
| ID 03   | 이사이다       | 井細田         | 1.0            | 1.4            | | 오다와라시 |
| ID 04   | 고햐쿠라칸     | 五百羅漢       | 0.9            | 2.3            | | 오다와라시 |
| ID 05   | 아나베         | 穴部           | 0.8            | 3.1            | | 오다와라시 |
| ID 06   | 이다오카       | 飯田岡         | 1.2            | 4.3            | | 오다와라시 |
| ID 07   | 사가미누마타   | 相模沼田       | 0.7            | 5.0            | 미나미아시가라시                                                                                                  |            |
| ID 08   | 이와하라       | 岩原           | 1.0            | 6.0            | 미나미아시가라시                                                                                                  |            |
| ID 09   | 쓰카하라       | 塚原           | 0.3            | 6.3            | 미나미아시가라시                                                                                                  |            |
| ID 10   | 와다가하라     | 和田河原       | 1.9            | 8.2            | 미나미아시가라시                                                                                                  |            |
| ID 11   | 후지 필름 마에 | 富士フイルム前 | 0.9            | 9.1            | 미나미아시가라시                                                                                                  |            |
| ID 12   | 다이유잔       | 大雄山         | 0.5            | 9.6            | 미나미아시가라시                                                                                                  |            |

## 참고 문헌
- 신차 연간 1985년판 (철도 도서 간행 회, 일본)

## 같이 보기
- 이즈하코네 철도 슨즈 선